# Lindormen (ballad)
Lindormen (klassifikation: SMB 11, TSB A 29) är en naturmytisk balladtyp som finns upptecknad i Sveriges Medeltida Ballader i nitton svenska varianter (varav fem är finlandssvenska) från 1810-talet och framåt. Tretton av varianterna är försedda med melodier.

## Handling
En jungfru får besök av en lindorm, som övertalar henne att följa honom. På vägen möter de jungfruns far och/eller hennes bröder, som försöker få henne att vända om. Hon genmäler att detta öde var henne förutspått i hennes ungdom. De fortsätter fram till en säng som står utomhus. De lägger sig (stillsamt) bredvid varandra. När jungfrun vaknar om morgonen, så befinner de sig i ett kungligt slott, och lindormen är förvandlad till en prins. De gifter sig.

## Paralleller på andra språk
Balladtypen finns också på danska (DgF 65) och norska.

## Utgåvor
Balladen finns utgiven som nummer 179 i Svenska fornsånger; den finns utlagd.